# Девять с половиной недель
«Девять с половиной недель» (англ. Nine ½ Weeks) — американский художественный фильм в жанре эротической мелодрамы Эдриана Лайна по одноимённому роману Элизабет Макнейл. Премьера состоялась 14 февраля 1986 года.

## Сюжет
Название фильма соответствует продолжительности взаимоотношений между инвестором с Уолл Стрит Джоном Греем и разведённой сотрудницей картинной галереи Элизабет МакГроу, которые встретились в Нью-Йорке.
Они часто пробуют разнообразные сексуальные и эротические действия, включая эпизод, в котором Джон проводит по телу Элизабет льдом, завязав ей перед этим глаза; эпизод, в котором Джон кормит закрывшую глаза Элизабет с ложечки разными видами сладостей; эпизод, в котором пара занимается сексом на лестнице; и стриптиз Элизабет под песню Рэнди Ньюмана «You Can Leave Your Hat On» в исполнении Джо Кокера.
Фильм описывает восходящую спираль сексуальных отношений по мере того, как Джон толкает границы восприятия Элизабет в направлении эмоционального срыва. Он часто манипулирует ею, получая то, чего хочет во время секса, и порой злоупотребляет, зная, что она не сможет этому противостоять. Фильм наполнен символизмом и метафорами. Например, пойманная и съеденная рыба используется на протяжении фильма в качестве символа эмоционального состояния Элизабет.

## В ролях
- Микки Рурк — Джон Грей
- Ким Бейсингер — Элизабет Макгроу
- Маргарет Уиттон — Молли
- Давид Маргулис — Харви
- Кристин Барански — Тиа
- Карен Янг — Сью

## Номинации
- 1987 — Антипремия «Золотая малина»
  - Худшая актриса — Ким Бейсингер
  - Худший сценарий
  - Худшая оригинальная песня — Джонатан Элиас, Джон Тейлор, Михаэль Дес Баррес — «I Do What I Do» (тема к «Девять с половиной недель»)

## Саундтрек
В саундтрек фильма вошли композиции Джо Кокера, Стюарта Коупленда, Джона Н. Тейлора, Брайана Ферри, Кори Харта, Dalbello, Devo, Eurythmics, Luba. В фильме звучали композиции Брайана Ино, Уинстона Греннана и Жана-Мишеля Жарра, не вошедшие в саундтрек.
Оригинальная музыка для фильма была написана Джеком Ницше и Михаэлем Хенигом, но их композиции не были включены в саундтрек.
Продолжение
В 1997 году вышел фильм «Другие 9 1/2 недель, или Любовь в Париже», в котором главный герой (Микки Рурк) пытается разыскать Элизабет, но в результате заводит роман с её подругой.